# دانيال جونز
دانيال جونز (12 سبتمبر 1881م – 4 ديسمبر 1967م) عالِم صوتيات بريطاني معروف، شغل منصب رئيس قسم الصوتيات في جامعة لندن ورئيس الجمعية الصوتية الدولية.

## سيرته الذاتية
حصل جونز على درجة البكالوريوس في الرياضيات من جامعة كامبريدج عام 1903، ثم انتقل للدراسة في باريس بين عام 1905 و1906 تحت إشراف بول باسي، أحد مؤسسي الجمعية الصوتية الدولية (International Phonetic Association). كما تلقى بعض الدروس الخاصة على يد عالِم الصوتيات البريطاني المعروف هنري سويت.
في عام 1907 عُيّن في وظيفة محاضر بجامعة لندن، وأصبح رئيسا لقسم الصوتيات بالجامعة عام 1912. وفي عام 1921 أصبح أستاذا فخريا وحتى تقاعده عام 1949، وتتلمذ على يديه عدد كبير من متخصصي الصوتيات المعروفين. كان جونز عضوا فاعلا في الجمعية الصوتية الدولية، تدرج فيها في عدة مناصب حتى أصبح رئيسا لها بين عامي 1950 و1967.
في عام 1909 انتهى من كتابه القصير في نطق الإنجليزية (Pronunciation of English) والذي راجعه بعد ذلك في كتابه «موجز الصوتيات الإنجليزية» (An Outline of English Phonetics)، وتلا ذلك كتابا يحمل وصفا دقيقا للكنة البريطانية القياسية في عام 1918. وكان جونز كذلك رائدا في دراسة النظم الصوتية للغات أخرى مثل الصينية الكانتونية والروسية وبعض اللغات الإفريقية.
وفي عام 1917 أصبح جونز أول لغوي في الغرب يستخدم مصطلح الفونيم بمعناه الحالي، ثم أصدر مؤلفه المشهور «قاموس نطق الإنجليزية» (English Pronouncing Dictionary) الذي ما زال يصدر حتى اليوم في طبعات منقحة. وقد ظهر في هذا العمل - ولأول مرة - مُعيَّن المصوتات المرجعية (cardinal vowel diagram) والذي يعد أحد أهم مساهماته العلمية.

المعين المنحرف للصوائت في الألفبائية الصوتية الدولية (تطبيق لنظام جونز)

استخدم جونز مُعامِلات ثلاثة في وصفه وتصنيفه للصوائت الرئيسية (المصوتات المرجعية) هي: درجة ارتفاع اللسان نحو سقف الحلق (مصوت مغلق أو مفتوح) وهو المحور الرأسي في الرسم التوضيحي، والجزء الفعّال من اللسان (مصوت أمامي أو خلفي) وهو المحور الأفقي، وأخيرا وضع الشفتين في نطق المصوت (مضمومة أو ممتدة). وبناء عليه توصّل جونز إلى مجموعة من ثمان مصوِّتات رئيسية، أضاف إليها لاحقا ثمان أخرى ثانوية تختلف في وضع الشفتين فقط، وسجّلها بصوته على قرص فونوغراف عام 1917. والصوائت المرجعية لا تخص لغة بعينها، لكنها تستخدم كنقاط مرجعية لوصف أي صائت في أي لغة من لغات العالم. وبالرغم من بعض الانتقادات التي وُجِّهت لاحقا إلى نظام جونز إلا أنه يُعتبر حلا عمليا مبسَّطا لتمثيل الصوائت المرجعية استُخدم لسنوات طويلة - وما زال - لطلاب علم الصوتيات، خاصة في بريطانيا.

## روابط خارجية
- دانيال جونز على موقع ديسكوغز (الإنجليزية)